# Liste des métropoles du Minnesota
Cet article donne une liste des métropoles de l'État du Minnesota aux États-Unis.
Une région (ou aire) métropolitaine aux États-Unis se définit par une approche fonctionnelle et non comme en Europe par une approche historique. Elle consiste en un noyau de comtés urbanisés auquel sont rattachés d'autres comtés contigus sur des critères basés sur le degré d'intégration économique et social (la région métropolitaine prend le nom de la ou des villes les plus importantes incluses dans ce noyau).
| Rang | Métropole              | Population 2010 | Aires concernées |
| ---- | ---------------------- | --------------- | --- |
| 1    | Minneapolis-Saint Paul | 3 269 814       | au Minnesota : les comtés de Anoka, de Carver, de Chisago, de Dakota, de Hennepin, de Isanti, de Ramsey, de Scott, de Sherburne, de Washington, et de Wright au Wisconsin : les comtés de Pierce et de Sainte-Croix |
| 2    | Duluth-Superior        | 279 815         | au Minnesota : les comtés de Carlton et de Saint Louis au Wisconsin : le comté de Douglas |
| 3    | Fargo-Moorhead         | 216 312         | au Minnesota : le comté de Clay au Dakota du Nord : le comté de Cass |
| 4    | Rochester              | 209 607         | au Minnesota : les comtés de Dodge, de Olmsted et de Wabasha |
| 5    | Saint Cloud            | 201 093         | au Minnesota : les comtés de Benton et de Stearns |
| 6    | Greater Grand Forks    | 98 054          | au Minnesota : le comté de Polk au Dakota du Nord : le comté de Grand Forks |
| 7    | Mankato                | 97 204          | au Minnesota : les comtés de Blue Earth et de Nicollet |

## Aire métropolitaine
La mégapole de Minneapolis–St. Paul–St. Cloud 3 797 883 habitants (estimation 2013) regroupe les deux métropoles de Minneapolis-Saint Paul et de Saint Cloud telles que définies ci-dessus auxquelles s'ajoutent les comtés de :
- Goodhue
- McLeod
- Rice

tous trois dans le Minnesota
Ainsi constituée, l'Aire métropolitaine comprend 3 615 902 habitants.

## Liens Internes
- Combined Metropolitan Statistical Areas
- Liste des villes les plus peuplées des États-Unis